# Новая социалистическая партия Японии
Новая социалистическая партия (яп. 新社会党 Син Сякай-то:) — японская политическая партия, созданная 3 марта 1996 года частью левого крыла Социал-демократической партии и поставивших целью создание организации с политикой и идеологией, близкой прежней Социалистической партии Японии.
Это левая политическая партия имеет некоторое сходство с Коммунистической партией Японии, занимая промежуточную позицию между ней и социал-демократами. Своей целью в среднесрочной перспективе она объявляет мирную демократическую революцию, проводимую, в частности, путём развития прямой демократии, изменения конституции в интересах большинства населения и создания единого фронта левых сил, включая коммунистов.
На внешней арене выступает за миролюбивый курс, ликвидацию ядерного оружия, «невооружённый нейтралитет» Японии.
Требует ликвидации ядерной энергетики в стране и развития безопасных технологий.
В междукорейском инциденте 23 ноября 2010 года не признала однозначной вины КНДР (в отличие от японской компартии), считая, что Северная Корея была спровоцирована путём проведения совместных американо-южнокорейских военных учений на территории, принадлежность которой Южной Корее КНДР оспаривает.
В парламенте не представлена, но имеет ряд депутатов в местных органах власти.